# 韦里耶尔 (马恩省)
韦里耶尔（法語：Verrières，法語發音：[vɛʁjɛʁ] ⓘ）是法国马恩省的一个市镇，属于香槟沙隆区。

## 地理
韦里耶尔（49°3'54"N, 4°54'29"E）面积5.8 平方千米，位于法国大東部大區马恩省，该省份为法国东北部省份。
与韦里耶尔接壤的市镇（或旧市镇、城区）包括：阿尔热、沙特里斯、埃利斯-多库尔、聖默努。

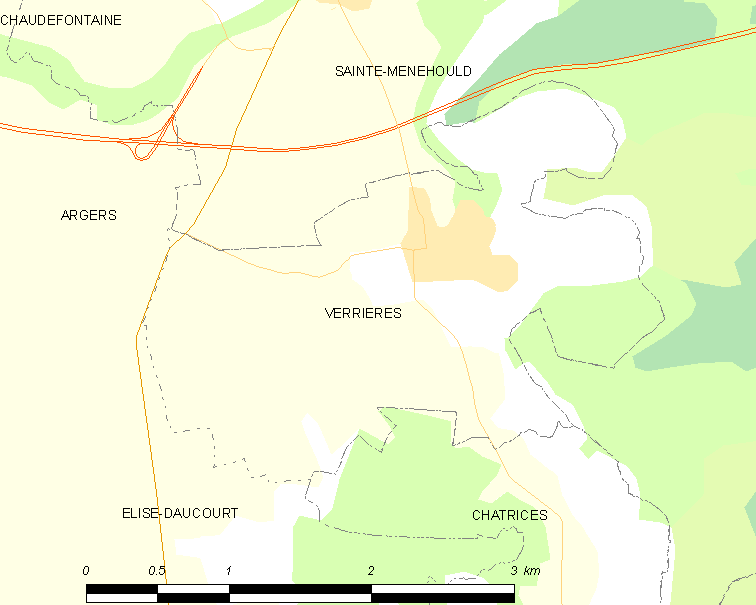
的OSM定位图

韦里耶尔的时区为UTC+01:00、UTC+02:00（夏令时）。

## 行政
韦里耶尔的邮政编码为51800，INSEE市镇编码为51610。

## 政治
韦里耶尔所属的省级选区为阿戈讷-叙普-韦勒县。

## 人口

1962-2008年间人口变化图示

韦里耶尔于2022年1月1日时的人口数量为406人。